# Faits économiques et sociaux au VIe siècle

Chronologie de l'économie
Ve siècle - VIe siècle - VIIe siècle

## Événements
- Vers 500 : la population de la Terre s’élève à quelque 205 millions d'habitants[1].
- Vers 500 : raréfaction de la main-d’œuvre dans les campagnes de l’Empire byzantin puis stagnation[2]. L’apport d’esclaves nouveaux est de moins en moins important. Les grands domaines, notamment ceux de l’Église, sont en difficulté. Le petit paysan se trouve dans une situation relativement favorable, aidé par l’État qui rend moins rigoureuse l’attache à la terre des colons, et à partir du milieu du siècle commence à alléger les impôts. La catégorie des « emphytéotes », concessionnaires d’une terre pour plusieurs générations ou à perpétuité moyennant un faible loyer se développe, au détriment de l’Église.
- 527-565 :  règne de Justinien, empereur byzantin. Constantinople compte alors de 400 000 à 500 000 habitants[3].

- 535-536 : le climat est perturbé par les conséquences de l’éruption d’un ou de plusieurs volcans (Krakatoa, Rabaul ou Ilopango) ou d'un impact de météorite. L’atmosphère s’obscurcit durant dix-huit mois, ce qui provoque une baisse de températures et des récoltes désastreuses[4].

- 538-542 : famine en Italie (50 000 morts de faim dans le Picenum selon Procope)[5].
- 546-548 : épizootie catastrophique dans l'est de l'empire byzantin[6].

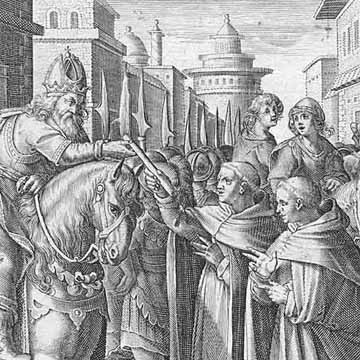
L'empereur Justinien reçoit des vers à soie en 552.

- Vers 553 ou 554 : introduction du ver à soie dans l’empire byzantin[7]. Deux moines, bravant l’interdiction, rapportent de Chine des œufs de vers à soie[8].
- 567-568 : échange d’ambassades entre le khan des Türüks et l’Empire byzantin, contacts bientôt suivis d’échanges commerciaux. Pour la première fois, Byzance peut contourner la Perse par la route des steppes et par l’intermédiaire des Turcs pour son commerce avec l’Extrême-Orient (route commerciale Samarcande-Constantinople). Les régions du Pont prennent un intérêt nouveau[9].

- Vers 570 :
  - en Europe occidentale, les sous d’or francs imités du nomisma byzantin sont abandonnés pour le tiers de sou (tremissis), qui disparaîtra en Provence vers 700[10].
  - les Lombards exproprient les propriétaires romains de la plaine du Pô ou les transforment en tenanciers[11].
- Entre 572 et 586 : rédaction du code de Léovigild, révision du code d'Euric et du bréviaire d'Alaric. Le roi des Wisigoths Léovigild autorise le mariage entre Wisigoths et Romains, supprime les restes de la juridiction spéciale qui existait pour les Goths, introduit la parenté romaine pour les Wisigoths[12].
- Vers 590 :
  - Les Sui entreprennent la reconstruction de la Chine, réunifiée en 589 (percée du Grand Canal, édification d’une nouvelle capitale, Chang'an, l'actuelle Xi'an, sur un plan en damier)[13]. Ils restaurent le système administratif centralisé des Han et les concours officiels pour le recrutement des fonctionnaires.
  - présence de nombreux Juifs à Palerme (598), à Terracine (591), à Cagliari en Sardaigne (598)[14].
  - importance du port de Marseille[14].
  - en Angleterre, l’aristocratie germanique subsiste à l’état originel. Le roi est le chef d’une bande de guerriers professionnels, les thanes. Jeunes, ils s’entraînent auprès de lui. Vieux, ils forment une assemblée de sages (witenagemot) dont l’accord lui est souvent indispensable. Une aristocratie foncière (ceorls) apparaît[15].

- Les habitats perchés se développent en Toscane à partir des Ve siècle et VIIe siècle (Montarrenti, Poggibonsi, Scarlino) ; dans le Nord de la France, de nombreuses petites exploitations agricoles sont bâties en terre et en bois, en habitats dispersés puis regroupées en hameaux, parfois à la place d'anciennes villae[16].